# Bruidsjurk (Patchwork)
Bruidsjurk is een kunstwerk in Amsterdam-West. 
Het kunstwerk is van de hand van het kunstenaarscollectief Patchwork bestaande uit Elleke Haspels, Karolien Helweg en Joanneke Meester. De kunstenaressen, werkend vanaf het terrein van de Westergasfabriek, wilden zelf binnen Nederland een groot kunstwerk tentoonstellen. Ze kwamen met een twintigtal baljurken, die vanaf 23 september 1993 tot en met 24 oktober willekeurig stonden opgesteld in de Hofvijver in Den Haag. Patchwork verdeelde ze zo over het oppervlak, alsof er daadwerkelijk een bal werd gehouden, maar waar bij de mannen en de lichamen van de vrouwen waren weggelaten. Het zou daarbij gaan om Vips (Very important persons) binnen een groot bal. De jurken zijn van stof (kant en vitrage) waarover een laag kaarsvet is aangebracht; de kunstenaars gebruikten er 2000 kilo voor. Dit geeft de jurken het idee alsof ze van hard marmer zijn, maar in werkelijkheid zijn ze zeer fragiel. De baljurken zijn ook elders te zien geweest. In Gent dreven de jurken in de zomer van 1994 in de Leie. Ze stonden daarbij in het volle zonlicht waardoor de beelden dreigden te smelten of te ontbranden. De Gentse brandweer moest ze koel houden. De jurken waren desalniettemin zodanig beschadigd dat een opstelling in Meppel er niet meer in zat.
Het stadsdeel Westerpark bestelde al tijdens de genoemde opstelling in dezelfde traditie een bruidsjurk. Op het kantoor van het stadsdeel werden huwelijken voltrokken en net getrouwde paartjes trokken vervolgens naar het Westerpark om foto’s te maken. Het terrein eromheen werd dan ook een geliefde plaats voor het nemen van bruidsfoto’s. Het beeld werd in maart 1994 door de kunstenaars in gepaste kleding onthuld in het Westerpark.
In dat zelfde jaar kwam het collectief met drijvende Boeddha’s, nadat ze al eerder de vuurtoren Brandaris hadden voorzien van wasgoed, dat op Makkummer tegels leek.